# Хуняди (замък)
За замъка в Будапеща вижте Замък Вайдахуняд. За този в Тимишоара вижте Хуняде
Замъкът Хуняди или Замък Корвин (на румънски: Castelul Huniazilor, Castelul Corvineştilor; на унгарски: Vajdahunyad vára) е замък в трансилванския град Хунедоара, днешна Румъния. До 1541 г. той е в Кралство Унгария, а по-късно - в Княжество Трансилвания.

## История
Замъкът е издигнат от благородническия род Хуняди. През 14 век унгарският крал Сигизмунд Люксембургски го подарява на Янош Хуняди Серб. Замъкът е реставриран в периода 1446-1453 г. от неговия внук Янош Хуняди.
Изграден е главно в готически стил, но има елементи и на ренесансовата архитектура. Има високи и здрави отбранителни кули, вътрешен двор и подвижен мост. Построен върху по-старо укрепление и върху скала над река Злащ, замъкът Хуняди е голяма и изпъкваща постройка с високи, оцветени в различни цветове покриви, кули, безбройни прозорци и украсени с каменна резба тераси.
Днешният вид на замъка е постигнат след огромен реставрационен проект, поет след катастрофален пожар и много десетилетия пълно занемаряване. Казват, че съвременните архитекти „са го създали според своята интерпретация за външния вид на голям готически замък“.

## Описание
Като едно от най-важните притежания на Янош Хуняди замъкът е силно променен по негово време. Той се превръща в истински господарски дом, не само стратегически укрепена позиция. С течение на годините собствениците на замъка променят неговия облик, добавяйки кули, зали и стаи за гости. Галерията и донжонът - последната защитна кула (наречена „Небойса“, от църковнославянски: „Не се страхувай“), остават неизменени от времето на Янош Хуняди, а с кулата на Капистрано (наречена на францисканския монах, бил се в Битката при Белград през 1456 г.) са някои от най-забележителните сгради в замъка. Други важни постройки са Залата на рицарите (голяма зала за прием на гости), Боздугановата кула, Бялата крепост (използвана като стая за съхранение на провизии) и Залата на събранието, на чийто стени са нарисувани портрети на разни владетели (сред тях са Матей Бесараб, княз на Влахия и Василий Лупу, княз на Молдова). В крилото от замъка, наречено „Мантия“, може да бъде видян портретът на гарвана, от който наследниците на Хуняди са взели фамилното си име – Корвин.

## Легенди
Смята, се че тук Влад III Влашки (по-известен като Влад Цепеш, т.е. „набивача на кол“ или Влад Дракула) е държан като затворник 7 години, след като пада от власт през 1462 г.
В двора, близо до църквата, изградена по времето на Влад III, има дълбок около 30 м кладенец. Смята се, че е изкопан от 12 турски пленници, на които било обещано, че щом стигнат вода, ще бъдат освободени. След 15 години те завършват кладенеца, но хората, които са ги взели в плен, отказват да ги пуснат. Смята се, че надписът на стената на кладенеца означава „Вода имате, но душа нямате!“. Специалистите обаче го разчитат като „Този, който е написал това, е Хасан, живял като роб на неверниците в крепостта край църквата“.
През февруари 2007 г. замъкът Хуняди е изследван за духове в британския паранормален сериал „Most Haunted Live!“ за 3-дневно разследване на духовете, за които се казва, че обитават замъка. Резултатите са неубедителни.

## Галерия
- Портата на замъка
- Поглед отпред
- Малките кули
- Лоджията в двора
- Дворът на замъка
- Залата на рицарите
- Вътрешността на замъка
- Вътрешността на замъка
- Кула
- Наблюдателница и мост над защитния ров
- Фонтанът пред замъка
- Главният вход